# Bachíniva (kommun i Mexiko)
Bachíniva är en kommun i Mexiko.   Den ligger i delstaten Chihuahua, i den nordvästra delen av landet, 1 300 km nordväst om huvudstaden Mexico City.
Följande samhällen finns i Bachíniva:
- Bachíniva
- Abraham González
- Rancho Colorado
- Rancho de Márquez